# Ferești (okręg Marmarosz)
Ferești – wieś w Rumunii, w okręgu Marmarosz, w gminie Giulești. W 2011 roku liczyła 453 mieszkańców.